# برايان هانكوك
برايان هانكوك (بالإنجليزية: Brian Hancock)‏ هو سياسي بريطاني، ولد في 8 أغسطس 1950 في كارديف في المملكة المتحدة. حزبياً، نشط في بلاد كيمري. في انتخابات الجمعية الوطنية الويلزية 1999 ‏، انتخب عضو الجمعية الوطنية الويلزية الأولى عن دائرة Islwyn (Senedd constituency) ‏ وقد انضم خلال فترته النيابية ‏ (6 مايو 1999 – 2 أبريل 2003)  للكتلة البرلمانية بلاد كيمري.